# Nyakaledonienhök
Nyakaledonienhök (Tachyspiza haplochroa) är en fågel i familjen hökar inom ordningen hökfåglar.

## Utseende och läten
Nyakaledonienhöken är en medelstor (34 cm) och satt, svartvit hök med korta och breda vingar. Adulta fågeln är skiffergrå ovan, undertill något ljusare på strupen och övre delen av bröstet, medan resten av undersidan är vit. Den har vidare vita vingundersidor med svarta vingspetsar, gula ben, gul vaxhud och orangerött öga. Ungfågeln är fint rostbrunbandad på mörkbrun botten ovan med ljusare nackkrage, medan undersidan är gräddvit med svartbrun streckning på strupen och bröstet, mot de bakre delarna övergående i fläckar och band. Ögat är gult. Lätet beskrivs som ett högt och ljust "tseee-tseee-tseee".

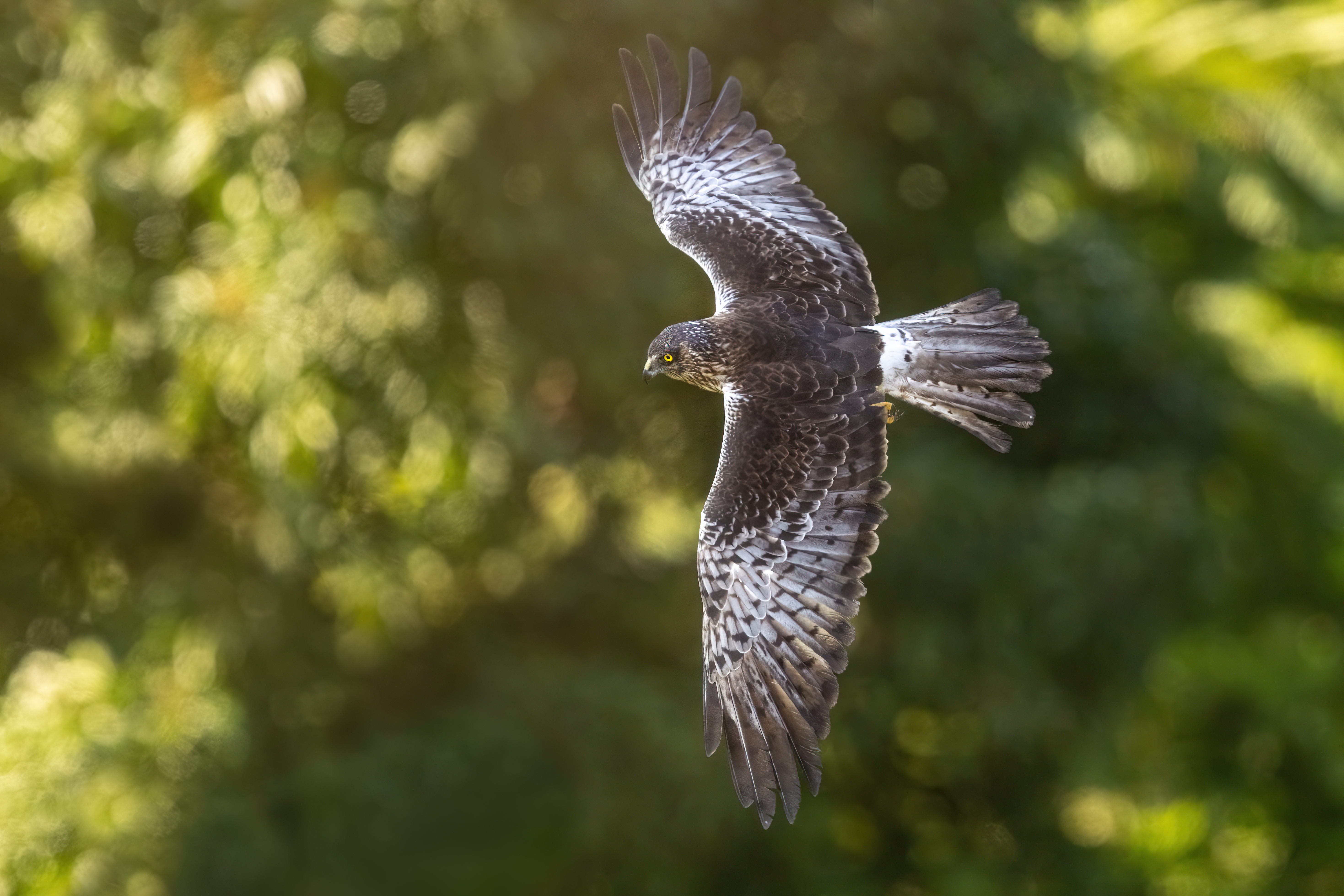

## Utbredning och systematik
Fågeln förekommer enbart på ön Nya Kaledonien. Den behandlas som monotypisk, det vill säga att den inte delas in i några underarter.

### Släktskap
Arten placerades tidigare i släktet Accipiter. Genetiska studier visar dock att släktet så som det traditionellt är konstituerat är parafyletiskt, där kärrhökarna i Circus är inbäddade, men också släktena Erythrotriorchis och Megatriorchis. För att kärrhökarna ska kunna behållas i ett eget släkte delas därför Accipiter delas upp i flera mindre släkten, däriblamd Tachyspiza.

## Levnadssätt
Arten hittas i skog och buskmarker, från havsnivå till 1 300 meters höjd. Födan är dåligt känd, men tros mestadels bestå av ödlor, insekter som gräshoppor och skalbaggar samt små däggdjur som polynesisk råtta. Fåglar i spelflykt har noterats i september och häckningssäsongen sträcker sig troligen till december.

## Status
Med tanke på att arten är begränsad till en enda ö och det faktum att den tros minska i antal till följd av habitatdegradering kategoriserar internationella naturvårdsunionen IUCN den som nära hotad. Världspopulationen uppskattas till mellan 5 000 och 10 000 adulta individer.